# Friedrich von Huene
Friedrich von Huene, född 22 mars 1875 i Tübingen; död 4 april 1969 i samma stad, var en tysk friherre och paleontolog och under sin tid den främste experten på fossila reptiler i Europa. Han namngav fler dinosaurier under tidigt 1900-tal än någon annan i Europa.
Efter att ha studerat och blivit befordrad på universitetet i Tübingen blev han professor i paleontologi där. Efter sex årtionden av sin levnadsbana som forskare kom han att få ett stort anseende som fackman, speciellt om dinosaurier, utanför Tysklands och till och med Europas gränser.
Friedrich von Huenes mest framstående fynd består av skelett efter en hjord på mer än 35 plateosaurier som begravts i en gyttjegrop, den tidiga dinosaurien Saltopus år 1910, Proceratosaurus år 1926, giganten Antarctosaurus år 1929 och flera andra dinosaurier och fossiliserade djur såsom flygödlor. Han var också den förste att beskriva flera högre släkten, såsom Prosauropoda och Sauropodomorpha.
Liassaurus huenei, en tidig köttätande theropod, namngavs efter honom år 1995, men släktet kan vara ogiltigt.

## Verk i urval
- Paläontologie und Phylogenie der Niederen Tetrapoden
- Die Saurierwelt und ihre geschichtlichen Zusammenhänge
- Die Erschaffung des Menschen